# Tails (操作系统)
Tails（英語：The Amnesic Incognito Live System）是一个侧重安全，基于Debian专注于个人隐私和匿名性，并将非匿名通信进行封锁的操作系统。 这个系统所有的外部通信均强制通过Tor进行传送， 此系统设计为使用Live DVD或者Live USB进行引导，且不让计算机在非显式行为下留下数据痕迹。另外，Tor Project对于此项开发提供经济支持。2024年9月26日，Tails与Tor项目合并，以加强协作、降低维护成本。

## 历史
Tails最早发布于2009年6月23日。其被作为Incognito（一个基于Gentoo的Linux发行版）的迭代开发品。Tor则开始对开发提供经济支持。 除此之外，Tails也受到了Debian，Mozilla和新聞自由基金會的资金支持。
劳拉·珀特阿斯，格伦·格林沃尔德和巴顿·杰尔曼指出在他们和美国国家安全局告密者爱德华·斯诺登的合作工作之中，Tails是个很重要的工具。
2014年7月3日，德国公共电视频道第一频道报导指出NSA的XKeyscore系统的监控目标包含使用Tails搜索或使用Tails站点的使用者。XKeyscore的一个源代码注释将Tails标注为“一个被极端主义者和极端主义论坛拥护的通信安全机制”。
2014年12月28日，明镜周刊发布了一个2012年6月在NSA内部放映的幻灯片，其中NSA认为Tails本身对于他们的任务是一个“主要威胁”，而对于一连串的其他隐私工具例如Off-the-Record Messaging、Cspace、RedPhone以及TrueCrypt都被列为是“灾难性的”，使得他们“近乎完全丧失/丢失目标通信及存在的信号……的”。
2024年9月26日，Tails与Tor项目合并，以加强协作、降低维护成本。Tails因运营成本等问题于2023年末向Tor Project提出合并运营的想法，希望Tor Project能够帮助其运营，从而使Tails的成员能够专注于代码维护及开发。

## 内建软件
- GNOME桌面

### 网络连接
- Tor 包括： Stream isolation，regular，obfs2，obfs3，obfs4和ScrambleSuit bridges support，Vidalia图形前端
- NetworkManager 用来进行简单的网络配置
- Tor Browser 是一个基于火狐进行改造以保护匿名性的Web浏览器，其含有的Torbutton用来保持匿名和对抗JavaScript，默认使所有的cookies被欺骗为临时cookies；HTTPS Everywhere 用来启用针对于大部分网站的Transport Layer Security，并通过NoScript来限制JavaScript，uBlock Origin用来移除广告
- Pidgin 使用OTR协议进行端对端加密即时通讯
- Claws Mail 带有GnuPG支持的电子邮件客户端
- Icedove (Thunderbird) 带有基于OpenPGP支持的Enigmail的电子邮件客户端
- Liferea 聚合器
- Gobby（英语：Gobby） 用来进行文本协同写作
- Aircrack-NG 用来对Wi-Fi网络进行信息安全审计
- I2P 匿名网络
- Electrum 易于使用的bitcoin客户端

### 加密和隐私
- LUKS和GNOME Disks（英语：GNOME Disks） 用来安装和使用加密存储设备，比如閃存盤等
- GnuPG 用来对电子邮电和数据进行加密和签名的OpenPGP的GNU分发版
- Monkeysign 用来对OpenPGP密钥进行签名和交换
- PWGen 一个强随机密码产生器（英语：random password generator）
- Shamir's Secret Sharing（英语：Shamir's Secret Sharing） 使用gfshare和ssss
- Florence虚拟键盘 用来针对键盘监听的一种对策
- MAT 用来匿名化文件的元数据
- KeePassX（英语：KeePassX） 密码管理器
- GtkHash 用来计算校验和
- Keyringer 用来通过Git进行秘密共享加密的命令行工具
- Paperkey 用来将OpenPGP的安全密钥记录在纸上的命令行工具